# Micah Mason
Micah Mason (Allegheny, 30 juli 1993) is een Amerikaans voormalig basketballer.

## Carrière
Mason speelde collegebasketbal voor de Drake Bulldogs en Duquesne Dukes. In de NBA draft van 2016 werd hij niet gekozen en hij tekende een contract bij de Belgische eersteklasser Antwerp Giants. In november van 2016 verliet hij de club alweer om familiale redenen. Hij keerde terug naar de Verenigde Staten. In 2017 ging hij aan de slag bij Mason Elite Hoops en veranderde de naam naar Mason Elite Training. Hier leidt hij basketballers op in de regio van Pittsburgh.